# Li Gonglin
Li Gonglin (李公麟; 1049–1106) was een Chinees kunstschilder,  literator en archeoloog uit de Noordelijke Song. Zijn omgangsnaam was Boshi (伯時) en zijn artistieke naam Longmian Jushi ('Inwoner van de Slapende draak').
Li Gonglin werd geboren in een literati-familie in de omgeving van het huidige Lu'an in Anhui. Op 21-jarige leeftijd behaalde Li de prestigieuze jinshi-graad in het Chinees examenstelsel en werd hij bestuurlijk ambtenaar. Hij verdiepte zich ook in de archeologie en droeg met name bij op het gebied van koperwerk en jade zegels uit de periode van de Xia-dynastie tot de Zhou-dynastie.
Li's schilderstijl was beïnvloed door de werken van Gu Kaizhi (ca. 344–406). Hij was met name bekend om zijn afbeeldingen van paarden en zijn boeddhistische en taoïstische taferelen. Daarnaast bekwaamde Li zich in shan shui-landschappen en portretten.
- Bibsys: 90980352
- Bibliothèque nationale de France: cb123733797 (data)
- CiNii: DA11297546
- Gemeinsame Normdatei: 119229579
- International Standard Name Identifier: 0000 0000 8235 8241
- Library of Congress Control Number: n84088955
- Bibliotheek van het Japanse parlement: 00757639
- Nationale Bibliotheek van Israël: 987007319495005171
- Nederlandse Thesaurus van Auteursnamen: 17382269X
- RKD-Nederlands Instituut voor Kunstgeschiedenis: 442990
- LIBRIS: 287991
- Système universitaire de documentation: 118700863
- Trove: 1343039
- Union List of Artist Names: 500332980
- Virtual International Authority File: 54131013
- WorldCat: E39PBJt8pjJtJFtrfWPjRRXw4q